# Mark Eden
Douglas John Malin, conocido artísticamente como Mark Eden (Londres, Inglaterra; 14 de febrero de 1928-Ib, 1 de enero de 2021), fue un actor inglés, conocido por actuar en las grandes producciones de la década de 1960 y 1970, como Doctor Zhivago, la serie de televisión Coronation Street y la miniserie Jesús de Nazareth.

## Biografía
Estuvo casado en dos ocasiones la primera con Joan Le Mesurier de quien se divorció en 1959, y por último con la actriz Sue Nicholls desde 1993. De su primer matrimonio nació su hijo David Malin fallecido en 2017, Mark Eden fue abuelo de la actriz británica Emma Griffiths Malin.
Falleció en Londres el 1 de enero de 2021 a los 92 años a causa del Alzheimer.[cita requerida]